# Rio Dintievici
O Rio Dintievici é um rio da Romênia, afluente do Rio Pârâul Întors, localizado no distrito de Botoşani.